# ریچارد آ. کوهن
ریچارد آ. کوهن   او یکی از بنیان‌گذاران رویکردهای مثبت به رابطه جنسی سالم (که قبلاً جایگزین‌های مثبت همجنس‌گرایی بود )  است که شیوه‌های تبدیل‌درمانی بی‌اعتبار را ارائه می‌دهد که مدعی تغییر یک فرد از همجنس‌گرا به دگرجنس‌گرا است.    در سال ۲۰۰۲، کوهن به دلیل تخلفات متعدد از انجمن مشاوره آمریکا اخراج شد.  

او نویسنده کتاب آلفی است، کتابی برای کودکان که همجنس گرایی را به عنوان یک وضعیت برگشت پذیر نشان می دهد. او پس از نشان دادن لمس درمانی همجنس‌بازان سابق خود در دیلی شو ، که شامل در آغوش گرفتن با مردان و زدن بالش بود، مورد توجه رسانه‌ها قرار گرفت.  

## زندگینامه
کوهن در یک خانواده یهودی در فیلادلفیا به دنیا آمد. طبق گزارش‌ها، کوهن در دوران نوجوانی «سال‌ها را در درمان‌های روان‌پزشکی فشرده بدون موفقیت در تلاش برای تبدیل شدن به رک سپری کرد». 
کوهن در سال های کارشناسی خود در دانشگاه بوستون به عنوان همجنسگرا شناخته شد. او به دنبال مشاوره برای جذابیت های همجنس ناخواسته خود بود. او یک مسیحی انجیلی شد و بعداً به کلیسای اتحاد پیوست. 
در سال ۱۹۸۰، کوهن با جائه سوک، یک زن کره جنوبی ازدواج کرد و در سال ۱۹۹۵، کوهن و خانواده اش کلیسای اتحاد را ترک کردند.   کوهن با مردان رابطه داشت و اغلب همسر و فرزندانش را برای مدت طولانی ترک می کرد. 
به گفته واشنگتن پست، کوهن در سال ۱۹۸۷ از طریق یک "رابطه شدید اما افلاطونی" با مردی که "گرمای عشق پدرم را به من بخشید" بر همجنسگرایی غلبه کرد. 
کوهن مدرک لیسانس هنرهای زیبا از دانشگاه بوستون و مدرک کارشناسی ارشد هنر در روانشناسی مشاوره از دانشگاه آنتیوخ دریافت کرد. 
او نویسنده کتاب آلفی است، کتابی برای کودکان که همجنس گرایی را به عنوان یک وضعیت برگشت پذیر نشان می دهد.  او به عنوان رئیس گروه والدین و دوستان همجنس‌بازان سابق و همجنس‌گرایان (PFOX)، گروهی که درمان ترمیمی را ترویج می‌کرد، خدمت کرد. 

## اخراج از ACA
در سال ۲۰۰۲، کوهن از انجمن مشاوره آمریکا (ACA) به دلیل نقض سیاست های تبلیغاتی، درگیر شدن در روابط دوگانه شامل مشتریان و مشاوران و به خطر انداختن رفاه مشتری اخراج شد.   او به تصمیم ACA اعتراض نکرد. 

### حضور در رسانه ها
کوهن با جیسون جونز در ۱۹ مارس ۲۰۰۷، قسمت نمایش روزانه مصاحبه شد.  او به دلیل نشان دادن در آغوش گرفتن با مردان و زدن بالش به عنوان روشی برای درمان همجنس گرایی مورد توجه رسانه ها قرار گرفت.   پس از ظهور، PFOX ذکر نام کوهن را از وب سایت خود پاک کرد. 
کوهن در برنامه زنده جیمی کیمل حضور داشت! در ۲۸ ژوئن ۲۰۰۶، در ۸ دسامبر ۲۰۰۹ در نمایش راشل مدو مصاحبه شد،  و در ۱۷ آوریل ۲۰۱۰ در نمایش میکل آنژ سیگنوریل در شبکه رادیویی سیریوس بود.